# Johann Friedrich Gaab
Johann Friedrich Gaab, seit 1831 von Gaab (* 10. Oktober 1761 in Göppingen; † 2. März 1832 in Tübingen) war ein deutscher evangelischer Theologe, Hochschullehrer und Generalsuperintendent von Tübingen.

## Leben
Nach bestandenem Landexamen und dem Besuch der Klosterschulen Blaubeuren und Bebenhausen trat er 1779 in das evangelisch-theologische Seminar Tübingen ein und wurde dort 1781 zum Magister der Philosophie graduiert. Nach einer Anstellung als Hofmeister in der Schweiz kehrte er nach Tübingen zurück und wurde 1787 Aufseher der Seminarbibliothek. 1788 folgte die Stellung als Repetent, 1792 dann als außerordentlicher Professor der Philosophie.
1798 erfolgte die Ernennung Gaabs zum ordentlichen Professor extra Senatum sowie zum Inspektoratsassessor des Seminars. 1806 wurde er Mitglied des Senats sowie Ephorus des Seminars, 1811 Rektor der Universität Tübingen und 1814 Universitätsbibliothekar. Ab 1815 war Gaab Prälat und Generalsuperintendent von Tübingen. Als solcher war er von 1819 bis 1831 Mitglied der Württembergischen Landstände. 1817 ernannte ihn die Universität Tübingen zum Doktor der Theologie.
1831 wurde er mit dem Orden der Württembergischen Krone ausgezeichnet.

## Forschungsschwerpunkte
Gaabs Schwerpunkte lagen hauptsächlich auf alttestamentlich-exegetischem und kritischem Gebiet. Charakteristisch für seine Arbeit war, dass er häufig vom Überlieferten abwich und der Holländischen Schule folgte.

## Publikationen (Auswahl)
Von 1793 bis 1809 war Gaab Herausgeber der Tübinger gelehrten Anzeigen.
- Abhandlungen zur Dogmengeschichte der ältern griechischen Kirche bis auf die Zeit Clemens von Alexandrien. 1790 (anonym)
- Apologie Papst Gregors VII. 1792
- Beiträge zur Erklärung des sogenannten Hohenliedes, Koheleths und der Klaglieder. 1795.
- Beiträge zur Erklärung des ersten, zweiten und vierten Buch Moses. 1796.
- Kleine Aufsäze für die Geschichte.1797.
- Ueber die Gabe der Sprachen in der ersten christlichen Kirche. 1798.
- Über die Parthien mit welchem die Christen in den ersten drei Jahrhunderten und im Anfang des vierten zu streiten hatten. 1801.
- Das Buch Hiob. 1809.
- Handbuch zum philosophischen Verstehen der apokryphischen Schriften des Alten Testaments. 1818 und 1819.
- Erklärung schwererer Stellen in den Weissagungen Jeremias. 1824.
- Erläuterung der jüdischen Geschichte bis zur Zerstörung Jerusalems durch die Römer. 1824.